# Чавдар Калайджиев
Чавдар Ангелов Калайджиев е български разузнавач, офицер, генерал-майор.

## Биография
Роден е на 11 ноември 1926 г. в търговищкото село Дуванлар. Родителите му Ангел и Станка са ятаци на партизаните и участват в Съпротивителното движение през Втората световна война, за което са убити през 1943 г. Завършва Висшето народно военно училище във Велико Търново през 1949 г., а по-късно и Военната академия в София. Службата си започва в шести пехотен търновски полк. Учил е във Военно-дипломатическата академия на Съветската армия. От 1950 г. служи в Разузнавателното управление на Генералния щаб. От 1961 до 1971 г. е резидент на военното разузнаване във ФРГ, както и заместник-началник на Разузнавателното управление на Генералния щаб. От 1986 до 1991 г. е заместник-началник по кадрите на Разузнавателното управление и началник на отдел Кадри на Разузнавателно управление на Генералния щаб. Уволнява се през 1991 г. Умира на 3 март 2015 г.